# St-Louis (Brest)

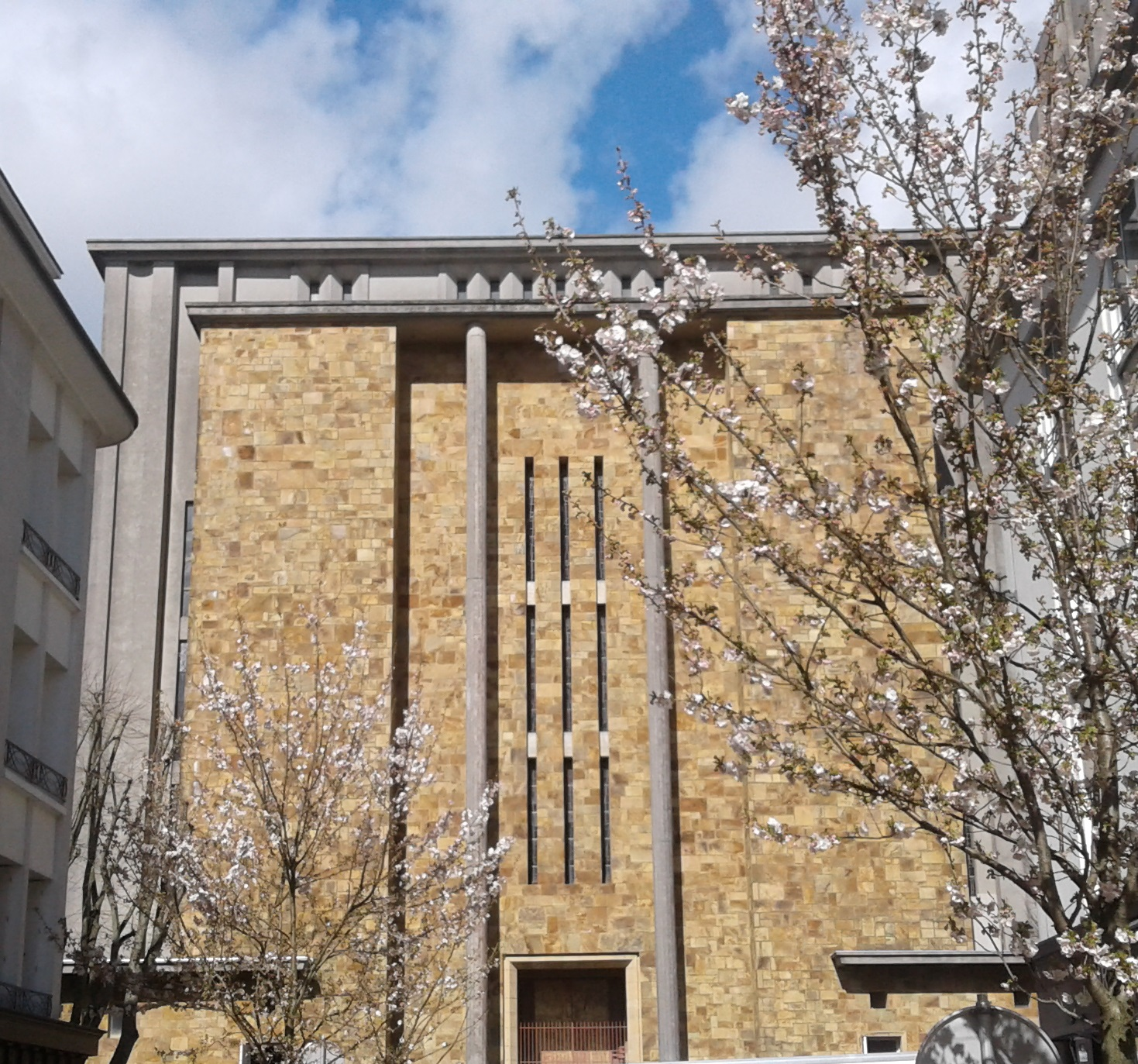
Nouvelle église Saint-Louis de Brest

St-Louis ist eine römisch-katholische Kirche in der französischen Stadt Brest (Département Finistère) in der Bretagne.

## Geschichte
Die ursprüngliche Kirche aus dem 18. Jahrhundert verbrannte in der Schlacht um Brest am 16. August 1944. Die neue Kirche wurde zwischen 1953 und 1958 nach Entwürfen der Architekten Yves Michel, Jean Lacaille, Jacques Lechat, Yves Perrin und Herve Weisbein am gleichen Standort neu erbaut.
Am 8. April 2018 feierte der Bischof Laurent Dognin mit einer Messe den 60. Jahrestag des Wiederaufbaus der Kirche.